# Fregiécourt
Fregiécourt es una antigua comuna suiza del cantón del Jura, situada en el distrito de Porrentruy. El 1 de enero de 2009 se fusionó con los municipios de Asuel, Charmoille, Miécourt y Pleujouse para formar la comuna de La Baroche.
El municipio limitaba con las comunas de Cornol, Miécourt, Charmoille, Pleujouse y Asuel.